# Fallin’ Up/¿Que Dices?
Fallin' Up/¿Que Dices? – pierwszy singel amerykańskiej grupy muzycznej Black Eyed Peas, pochodzący z debiutanckiego albumu studyjnego, Behind the Front. Piosenka została wydana w grudniu 1997, przez wytwórnię Interscope. Producentem jest wokalista Will.i.am.